# Thracia kakumana
Thracia kakumana is een tweekleppigensoort uit de familie van de Thraciidae. De wetenschappelijke naam van de soort is voor het eerst geldig gepubliceerd in 1927 door Yokoyama.